# Alejandro Franco (ciclista)
Alejandro Franco González (Valladolid, Castilla y León, 26 de septiembre de 2001) es un ciclista español.

## Biografía
Formado en el Club Ciclista Ribera del Duero, Alejandro se incorporó al filial del equipo profesional Caja Rural-Seguros RGA en 2020.
En 2022 decidió incorporarse al club Gomur-Cantabria Infinita. Se reveló en primavera al obtener seis victorias en el máximo nivel amateur español, principalmente gracias a sus cualidades como escalador. Sus actuaciones le permitieron firmar un primer contrato profesional con el Burgos-BH para las próximas dos temporadas. Al mismo tiempo, fue seleccionado con la selección nacional para la Carrera de la Paz sub-23, una prueba de la Copa de las Naciones UCI sub-23, donde finalizó segundo en la etapa reina y quinto en la clasificación general.

## Palmarés
- Aún no ha conseguido victorias como profesional

## Equipos
- Burgos-BH (stagiaire) (2022)
- Burgos-BH (2023-2024)